# Puchar Króla Tajlandii 2012
Puchar Króla Tajlandii 2012 w piłce nożnej odbywał się w Bangkoku, w Tajlandii w dniach 15 – 21 stycznia. Impreza nie odbyła się w terminie FIFA. Zwycięzcami Pucharu Króla Tajlandii 2012 została reprezentacja Korei Południowej.

## Uczestnicy
- Korea Południowa
- Dania
- Norwegia
- Tajlandia

## Tabela
| Poz. | Drużyna          | M | Pkt. | Mecze | Mecze | Mecze | Bramki | Bramki |
| Poz. | Drużyna          | M | Pkt. | zw.   | rem.  | por.  | zdob.  | str.   |
| ---- | ---------------- | - | ---- | ----- | ----- | ----- | ------ | ------ |
| 1.   | Korea Południowa | 3 | 7    | 2     | 1     | 0     | 6      | 1      |
| 2.   | Dania            | 3 | 5    | 1     | 2     | 0     | 4      | 1      |
| 3.   | Norwegia         | 3 | 4    | 1     | 1     | 1     | 2      | 4      |
| 4.   | Tajlandia        | 3 | 0    | 0     | 0     | 3     | 2      | 7      |

## Terminarz

### 15 stycznia 2012
| 15 stycznia 2012 16:10 | Dania · Simon Makienok 70' | 1:10:0 | Norwegia · 79' Elyounoussi | Rajamangala Stadium |
|                        |                            |        |                            |                     |

| 15 stycznia 2012 19:00 | Tajlandia · Teerathep Winothai 53' | 1:30:1 | Korea Południowa · Kim Dong-sub 44' Seo Jung-jin 69' Kim Hyun-sung 80' | Rajamangala Stadium |
|                        |                                    |        |                                                                        |                     |

### 18 stycznia 2012
| 18 stycznia 2012 16:10 | Dania | 0:0 | Korea Południowa | Rajamangala Stadium |
|                        |       |     |                  |                     |

| 18 stycznia 2012 19:00 | Tajlandia | 0:10:0 | Norwegia · Tore Reginiussen 84' | Rajamangala Stadium |
|                        |           |        |                                 |                     |

### 21 stycznia 2012
| 21 stycznia 2012 16:10 | Korea Południowa · Kim Bo-kyung 16' Kim Hyun-sung 20' Seo Jung-jin 59' | 3:02:0 | Norwegia | Rajamangala Stadium |
|                        |                                                                        |        |          |                     |

| 21 stycznia 2012 19:00 | Tajlandia · Sumanya Purisai 52' | 1:30:0 | Dania · Simon Makienok 10' Martin Spelmann 43' Nielsen 92 ' | Rajamangala Stadium |
|                        |                                 |        |                                                             |                     |